# Birdy
Жасмин ван ден Богард (англ. Jasmine van den Bogaerde; род. 15 мая 1996 года), известная под псевдонимом Birdy (МФА: [ˈbɜːdi], в пер. с англ. Птичка) — британская певица, победительница конкурса Open Mic UK 2008 года в возрасте 12 лет.
Её дебютный сингл, кавер-версия песни Bon Iver «Skinny Love», стал её прорывом, составив чарты по всей Европе и шесть раз получив платиновую сертификацию в Австралии. Её одноимённый дебютный альбом Birdy был выпущен 7 ноября 2011 года с аналогичным успехом, заняв первое место в Австралии, Бельгии и Нидерландах. Её второй студийный альбом, Fire Within, был выпущен 23 сентября 2013 года в Великобритании. На церемонии BRIT Awards 2014 она была номинирована на звание лучшей британской сольной исполнительницы. Её третий студийный альбом, Beautiful Lies, был выпущен 25 марта 2016 года.

## Юность
Жасмин ван ден Богард родилась 15 мая 1996 года в Лимингтоне. Её мать — пианистка, с 7 лет Жасмин играла на фортепиано, а с 8 — начала сочинять музыку. Псевдоним Birdy (с англ. — «птичка») — её детское прозвище, данное родителями. Семья Жасмин имеет английские, фламандские, бельгийские и голландские корни; одним из её родственников является актёр Дирк Богард.

## Карьера

### 2008—2012
В 2008 году в возрасте 12 лет Birdy стала победительницей музыкального конкурса Open Mic UK. Она выиграла как в категории до 18 лет, так и гран-при конкурса. В интервью для BBC Radio 1 Birdy рассказала, что именно победа в конкурсе помогла ей понять, чем она хочет заниматься в дальнейшем, и что именно эта победа подтолкнула её на продолжение занятий музыкой. Итогом победы на Open Mic UK также стало подписание контракта с лейблом 14th Floor Records и запись дебютного альбома.
В 2009 году Birdy выступила с фортепиано на программе BBC Radio 3 Pianothon. В январе 2011 года в возрасте 14 лет Birdy выпустила свой первый сингл — кавер-версию песни «Skinny Love» группы Bon Iver. Песня достигла 17 места в хит-параде Великобритании и возглавила хит-парад Нидерландов. Песня была включена в ротацию на радио BBC Radio 1. Режиссёром видеоклипа «Skinny Love» стала Софи Мюллер, известная по работе над клипами Софи Эллис-Бекстор, No Doubt, Garbage, Blur, Энни Леннокс, Eurythmics и других. Песня также прозвучала в эпизоде «The Sun Also Rises» телесериала «Дневники вампира»; Ещё одна песня — кавер-версия «Shelter» группы The xx прозвучала в эпизоде «The End of the Affair».
Дебютный альбом Birdy, состоящий из кавер-версий и одного оригинального трека, вышел 7 ноября 2011 года; он достиг 13-го места в хит-параде Великобритании, 40-го в Ирландии и вошёл в топ-10 в Бельгии и Нидерландах, а в Австралии занял 1 место.
В марте 2012 года Birdy записала песню «Just a Game» для саундтрека фильма «Голодные игры» — The Hunger Games: Songs from District 12 and Beyond, а в июне — песню «Learn Me Right» в дуэте с группой Mumford & Sons для саундтрека мультфильма «Храбрая сердцем». 7 августа 2012 года вышел мини-альбом Live in London, в который вошла кавер-версия «The A Team» Эда Ширана. 29 августа Birdy выступила на церемонии открытия XIV летних Паралимпийских игр с кавер-версией песни «Bird Gerhl» группы Antony and the Johnsons.

### 2013—2015

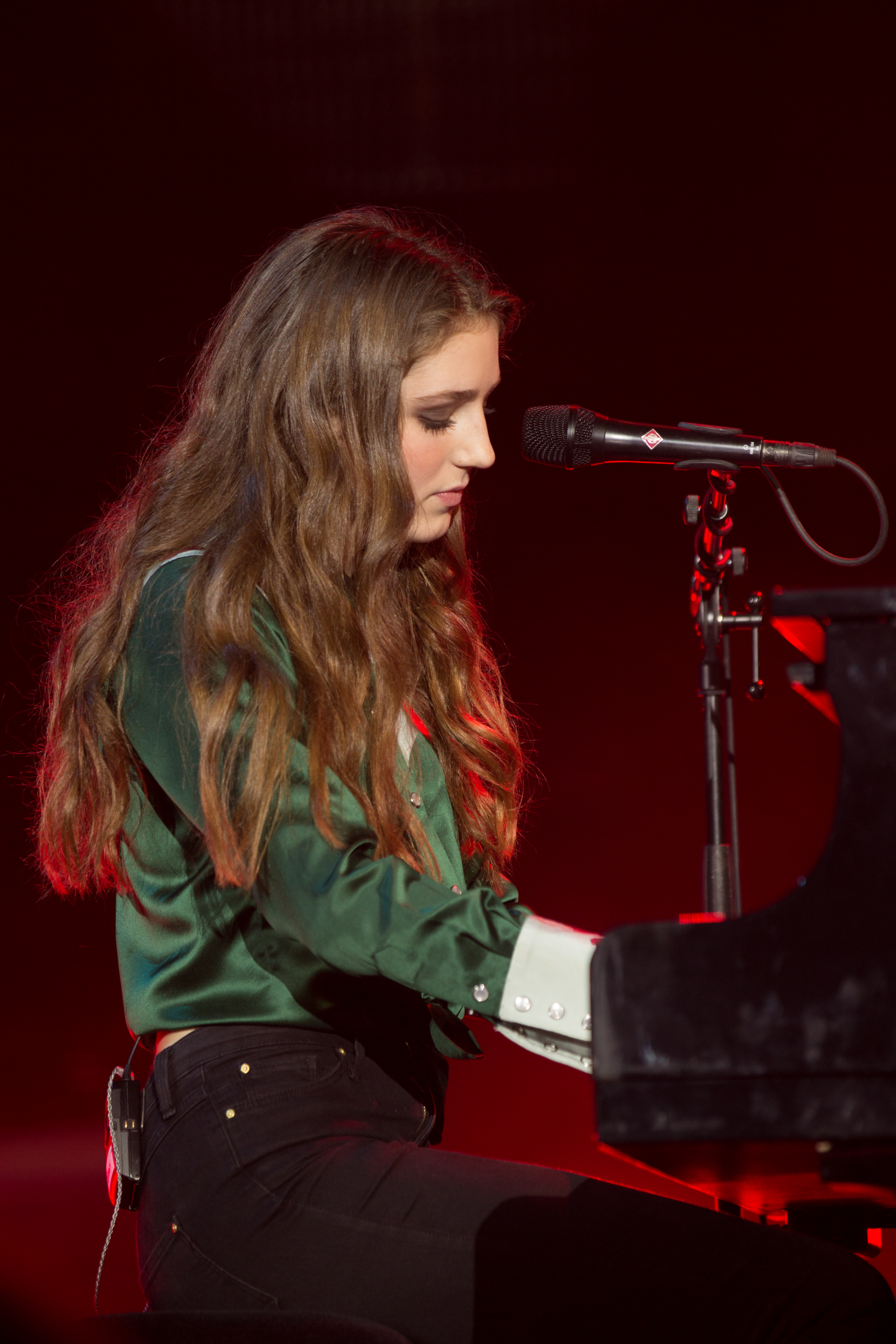
Birdy на выступлении в 2013 году.

16 февраля 2013 года Birdy выступила на музыкальном Фестивале Сан-Ремо.
23 сентября 2013 года вышел второй альбом Birdy Fire Within, состоящий полностью из оригинальных композиций; первым синглом стала песня «Wings» (выпущен 22 июля 2013 года). Альбом был издан в странах Европы и Океании, в США он будет издан в 2014 году, вместо него там в продажу поступил EP Breathe.
В 2013 году Birdy совершила турне по США и Австралии. После её концерта в театре Palais в Мельбурне, рецензент описал её как сенсационную пианистку, которая кажется застенчивой и робкой, но чей голос звучит по всему театру. Единственная критика заключалась в том, что певице не хватало взаимодействия с толпой. Турне так же включало в себя выступление на утреннем шоу, «Sunrise», на котором она исполнила песню «Wings». Находясь в Мельбурне, Birdy также спела песню «Skinny Love» на церемонии вручения премии Logie Awards в апреле 2013 года.
В 2014 году Birdy победила в номинации Best International Rock/Pop Artist на премии Echo, проходившей в Берлине, опередив Агнету Фельтског, Лорд, Кэти Перри и Кристину Штюрмер. Во время презентации она исполнила песню Words As Weapons.
В апреле 2014 года Birdy записала песни «Not about Angels», «Best Shot» и «Tee Shirt» для фильма «Виноваты звёзды».
В декабре 2014 года Birdy записала новую песню «I’ll Keep Loving You» совместно с певцом Джеймсом Янгом и Давидом Геттой, которая вошла в альбом Давида Гетты Listen (2014).
В августе 2015 года Birdy написала песню Let It All Go в соавторстве с Rhodes. Сингл был выпущен 11 сентября 2015 года через цифровую загрузку в Великобритании. В октябре 2015 года она исполнила кавер-версию песни Firestone, первоначально написанную Kygo и Конрадом Сьюэллом в прямом эфире BBC Radio 1. Этот трек был включен в альбом BBC Radio 1 Live Lounge 2015.

### 2016— настоящее

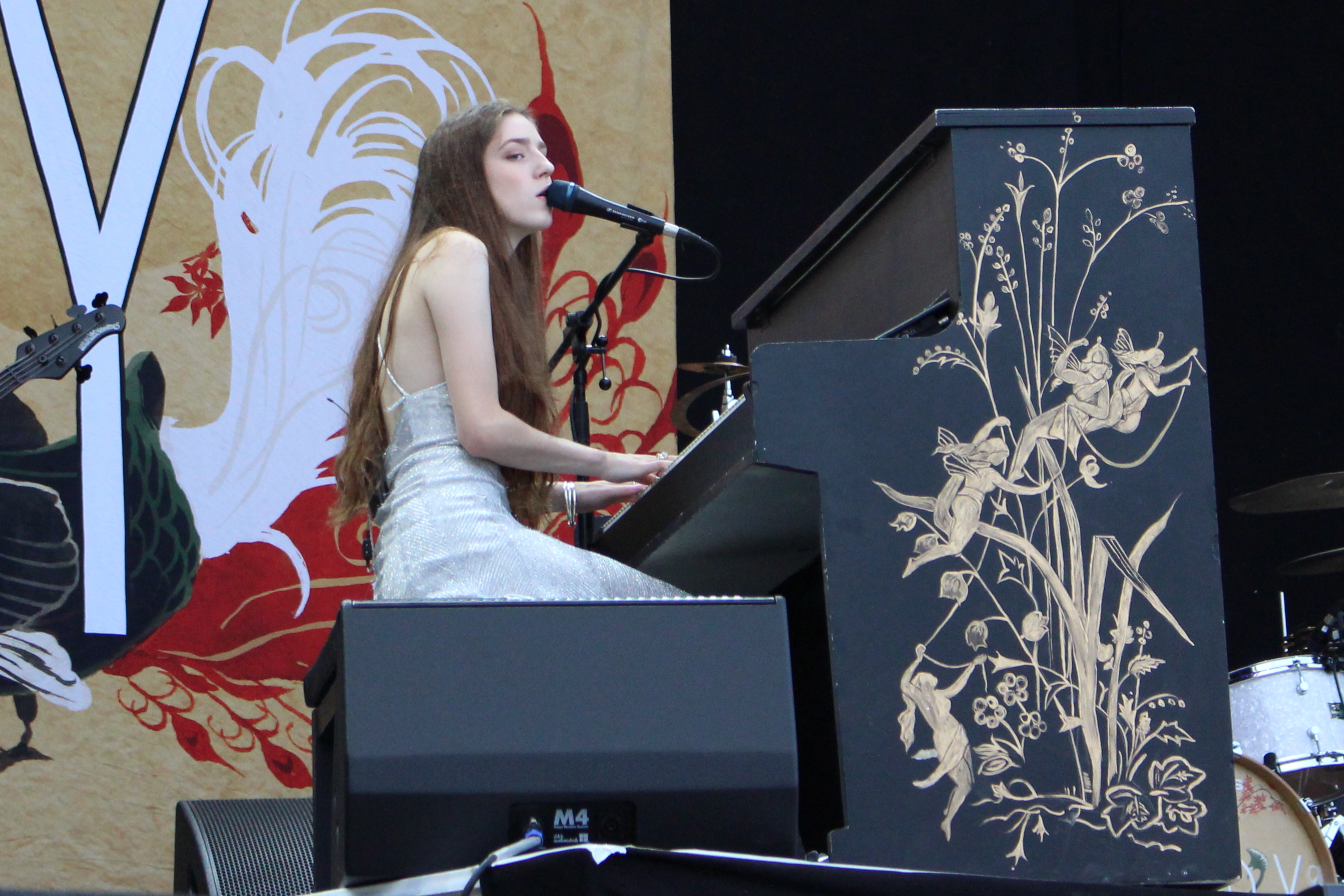
Birdy в 2017 году.

В январе 2016 года Birdy выпустила первый сингл со своего третьего альбома Beautiful Lies под названием Keeping Your Head Up, материал для которого она начала писать в 2014 году во время гастролей по США. В феврале был выпущен второй сингл с альбома Beautiful Lies. Wild Horses, третий сингл с альбома, был выпущен в марте. Сам альбом был выпущен 25 марта 2016 года. 20 апреля 2016 года было выпущено японское издание Beautiful Lies, содержащее бонус-трек под названием «Lights».
Позднее певица призналась, что альбомом Beautiful Lies она гордилась больше всего. Она добавила:
Этот альбом о взрослении и неприятии перемен. Он о нежелании взрослеть и о вранье самому себе. Я пропустила момент взросления со своей семьей. Он также вдохновлен «Мемуарами гейши», поэтому в нем есть азиатские мотивы, речь идет о чувствах гораздо более сильного человека.
8 мая 2016 года Birdy исполнила песню Wild Horses на церемонии открытия премии BAFTA в лондонском королевском фестивальном зале. Она также стала лицом рекламной кампании Valentino 2016—2017.
В июне 2016 года она выпустила три цифровых альбома. Альбомы, «Ornithology», «Vogelfrei» и «Nightbird» состояли из инструментальных произведений, в которых она играла на фортепиано. В апреле 2018 года Birdy загрузила их на свой YouTube канал в сотрудничестве с Believe SAS, французской компанией, которая распространяет цифровую музыку для независимых лейблов и исполнителей.
23 сентября 2016 года музыкант Passenger выпустил композицию Beautiful Bird с участием Birdy. 4 ноября 2016 года дуэт Sigma выпустил сингл Find Me с участием Birdy. Песня достигла 36-й строчки в UK Singles Chart и первого места в чарте Billboard Hot Dance Club Songs.
После выхода альбома Beautiful Lies Birdy совершила тур, включая США и Японию.
3 октября 2017 года Birdy исполнила две песни на гала-концерте по сбору средств BFI Luminous. Во время интервью на мероприятии она сказала, что пишет материал для своего нового альбома, но он все ещё находится в стадии разработки.
4 сентября 2020 года, после творческого перерыва Birdy выпустила сингл «Open Your Heart». Вскоре после этого был анонсирован мини-альбом, Piano Sketches, который вышел 6 ноября 2020 года.
22 января 2021 года Birdy анонсировала свой новый альбом Young Heart. В тот же день был выпущен первый сингл «Surrender». Второй сингл «Loneliness» был выпущен 12 февраля. Её четвёртый альбом выйдет 30 апреля и будет включать в себя 16 треков.

## Дискография

### Альбомы
| Название       | Информация                                                                                    | Чарты | Чарты | Чарты | Чарты    | Чарты    | Чарты | Чарты | Чарты | Чарты | Чарты | Чарты | Чарты | Сертификации                                                 |
| Название       | Информация                                                                                    | UK    | AUS   | AUT   | BEL (VL) | BEL (WA) | CAN   | FRA   | IRE   | NL    | SCO   | SWI   | US    | Сертификации                                                 |
| -------------- | --------------------------------------------------------------------------------------------- | ----- | ----- | ----- | -------- | -------- | ----- | ----- | ----- | ----- | ----- | ----- | ----- | ------------------------------------------------------------ |
| Birdy          | - Первый студийный альбом - Издан: 7 ноября 2011 - Лейбл: Warner Music Group                  | 13    | 1     | 14    | 1        | 2        | 33    | 5     | 40    | 1     | 18    | 3     | 62    | - AUS: Платиновый - BEL: Золотой - UK: Золотой - NL: Золотой |
| Fire Within    | - Издан: 23 сентября 2013 - Лейбл: Atlantic Records                                           | 8     | 5     | 7     | 4        | 2        | 19    | 4     | 7     | 3     | 9     | 1     | 24    |                                                              |
| Beautiful Lies | - Издан: 26 марта 2016 - Лейблы: 14th Floor, Atlantic - Форматы: CD, цифровая загрузка, винил |       |       |       |          |          |       |       |       |       |       |       |       |                                                              |

### Синглы
| 2011                                       | «Skinny Love»            | 17 | 2  | 15 | 3  | 4  | 2   | 35 | 1  | 17 | 19 | - AUS: 3× Платиновый - BEL: Платиновый - SWI: Золотой | Birdy       |
| 2011                                       | «Shelter»                | 50 | —  | —  | —  | —  | —   | —  | —  | —  | —  |                                                       | Birdy       |
| 2011                                       | «People Help the People» | 33 | 10 | 57 | 2  | 5  | 11  | —  | 5  | 32 | 18 | - AUS: Платиновый - BEL: Золотой                      | Birdy       |
| 2012                                       | «1901»                   | —  | —  | —  | 12 | 11 | —   | —  | —  | —  | —  |                                                       | Birdy       |
| 2013                                       | «Wings»                  | 16 | 25 | 3  | 7  | 3  | 8   | 1  | 27 | 18 | 3  | - AUS: Золотой - BEL: Золотой - SWI: Золотой          | Fire Within |
| 2013                                       | «No Angel»               | —  | —  | —  | —  | —  | 168 | 51 | —  | —  | —  |                                                       | Fire Within |
| 2013                                       | «Light Me Up»            | —  | —  | —  | —  | —  | —   | —  | —  | —  | —  |                                                       | Fire Within |
| 2015                                       | «Keeping Your Head Up»   |    |    |    |    |    |     |    |    |    |    |                                                       |             |
| «—» обозначает, что сингл не попал в чарт. |                          |    |    |    |    |    |     |    |    |    |    |                                                       |             |